# Demofont (syn Tezeusza)
Demofont (także Demofon) – postać z mitologii greckiej, syn Tezeusza i Fedry lub jak podają inne źródła Tezeusza i Ariadny, mąż Fyllis, uczestnik wojny trojańskiej.
Razem z bratem, Akamasem, uczestniczył w wojnie trojańskiej, by uwolnić swoją babkę, Ajtrę, niewolnicę Heleny Trojańskiej. W czasie gdy Tezeusz przebywał w Hadesie, by porwać Persefonę i wydać ją za Pejritoosa, Dioskurowie, Kastor i Polluks, wypędzili z Aten Akamasa i Demofonta, a na tronie osadzili Menteusa. Adamas i Demofont udali się do Skyros, gdzie znalazł ich ojciec. Stamtąd razem z Elefenorem wyruszyli na wojnę. Byli w grupie wojowników ukrytych w drewnianym koniu. Zwrócili się także do Agamemnona, by uwolnił ich babkę wraz z wziętą do niewoli siostrą Pejritoosa. Agamemnon wyraził zgodę, ponieważ Helena często upokarzała babkę, szarpiąc ją za włosy. Przy czym zażądał, by bracia zrezygnowali z innych łupów.
Wracając Demofont poznał w Tracji Fyllis, córkę króla Amfipolis – Sitona. Fyllis poślubiła go, a jej ojciec zapewnił mu tron w dziedzictwie, ale Demofont pragnął przybyć do Aten, obiecując wrócić za rok. Przy pożegnaniu żona podarowała mu skrzynię z przedmiotami poświęconymi Rei, nakazują otworzyć ją dopiero w momencie utraty nadziei na powrót do żony. Po opuszczeniu Tracji Demofont zamieszkał na Cyprze. Gdy minął czas oczekiwanego powrotu męża, Fyllis przeklęła go i odebrała sobie życie, zażywając truciznę. W tym samym momencie w Demofoncie obudziła się ciekawość i otworzył skrzynię. Przerażony tym, co zobaczył, wskoczył na konia, który go poniósł. Koń potknął się. Przy upadku Demofontowi wypadł miecz, na który się nadział.